# Confine tra Bhutan e India
Il confine tra il Bhutan e l'India è un confine internazionale che separa questi paese e ha una lunghezza di 699 km. Esso separa gli stati indiani di Assam (267 km), Arunachal Pradesh (217 km), Bengala occidentale (183 km) e Sikkim (32 km) dal Regno del Bhutan.

## Storia
Il trattato di pace tra Gran Bretagna e Bhutan ha delimitato il confine nel 1865, dopo la guerra del Bhutan. Il confine è stato ulteriormente e dettagliatamente perfezionato nel periodo 1973-1984 attraverso vari colloqui tra le autorità bhutanesi e indiane. Le controversie rimanenti erano minori e riguardavano una parte del confine con l'Arunachal Pradesh e la regione tra Sarbhang e Geylegphug.

## Trasporti e valichi di frontiera
Il confine tra il Bhutan e l'India rappresenta l'unico accesso terrestre per entrare in Bhutan, poiché il confine con la Cina è completamente chiuso. L'unico punto di ingresso per i cittadini stranieri è tra le città di Jaygaon nello stato indiano del Bengala Occidentale e Phuentsholing, nel Bhutan sud-occidentale.

## Protezione delle frontiere

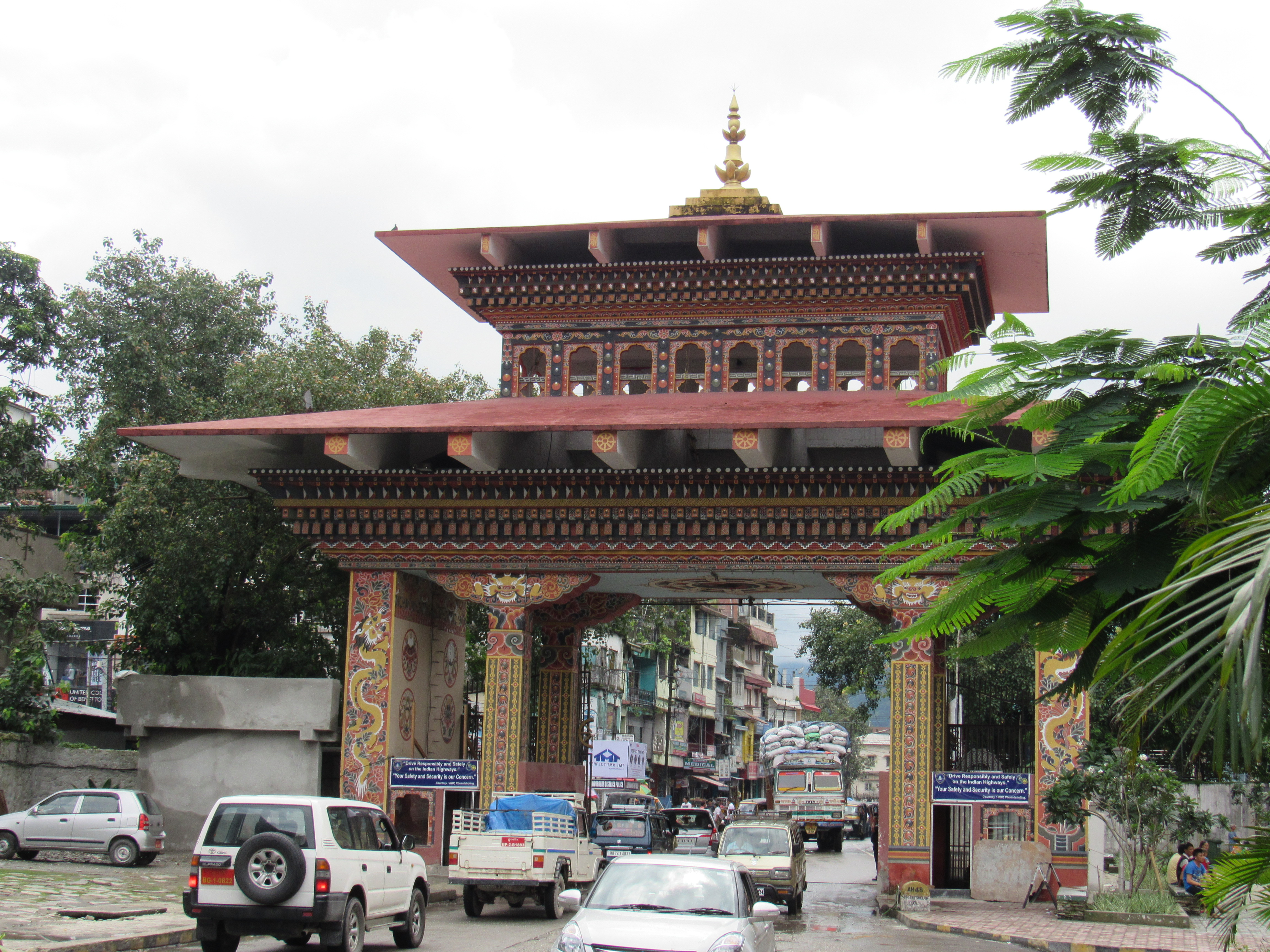
Il cancello che segna il confine, a Phuntsholing Bhutan

Il governo indiano dispiega 12 battaglioni di Sashastra Seema Bal (SSB) e 132 posti di frontiera per proteggere il confine dal suo lato. Una forza bilaterale indo-bhutanese per la gestione e la sicurezza delle frontiere è stata istituita per valutare e proteggere in modo collaborativo il confine tra i due paesi.
In seguito alla situazione di stallo al confine tra Cina e India del 2017, il governo indiano ha aumentato il numero di posti di frontiera.